# Pardosa taczanowskii
Pardosa taczanowskii este o specie de păianjeni din genul Pardosa, familia Lycosidae. A fost descrisă pentru prima dată de Thorell, 1875.
Este endemică în Polonia. Conform Catalogue of Life specia Pardosa taczanowskii nu are subspecii cunoscute.